# Пшемислав Гошевський
Пшемислав Едгар Гошевський (пол. Przemysław Edgar Gosiewski; нар. 12 травня 1964, Слупськ — пом. 10 квітня 2010, Смоленськ) — польський політик з партії «Право і справедливість» (очолював її парламентський клуб). У 80-х роках він брав активну участь у русі «Солідарність». З 2006 по 2007 рр. він працював заступником прем'єр-міністра Польщі Ярослава Качинського.

## Життєпис
У 1983–1989 рр. він навчався на факультеті права і адміністрації Університету Гданська (серед його викладачів був Лех Качинський), у 1997 р. отримав ступінь магістра. Під час навчання він розпочав політичну діяльність, у 1984 р. вступив до Незалежної асоціації студентів Університету Гданська, участь у студентському страйку у 1988 р.
Він був вперше обраний до Сейму у 2001 р.
10 квітня 2010 він загинув в авіакатастрофі над Смоленськом.
16 квітня 2010 він був посмертно нагороджений Хрестом командора із зіркою Ордена Відродження Польщі, а 29 квітня того ж року міська рада у місті Островець зробила його почесним громадянином. Міська рада у місті Кельцях у 2012 році ухвалила рішення про перейменування однієї з вулиць на честь Гошевського.
Гошевський був двічі одружений, мав трьох дітей.